# Ценко Бояджиев
Ценко Григоров Бояджиев е български живописец.

## Биография
Роден е на 5 август 1902 година в плевенското село Тотлебен. През 1923 година учи изобразително изкуство в парижката академия „Жулиен“, а през 1933 година завършва живопис при М. Тарталя в Загреб. Работи като художник-постановчик в българското кино.
Автор е на портрети, пейзажи, натюрморти и композиции. Творчеството му може да бъде разделено на няколко периода. Ранните му произведения са на трудова селска тематика с еспресивен израз и задълбочена психологическа характеристика като „Портрет на артиста Кьосев“ (1934), „Портрет на момиче“ (1935) и „Почивка“ (1937). След 1944 година творбите му стават многофигурни композиции на съвременна и историческа тема, в които е изразен демократизъм и любов към трудовите хора. Към този период принадлежат картините „Сенокос“ (1950), „Разказ по събитията от 1923“ (1955), „На бунт“ (1963), „Сами“ (1963), „Априлци“ (1966), „1918 година“ (1967), „На гарата“ (1968) и „Бунтът на Ивайло“ (1969). Зрелите му творби са в лирично настроение с богат колорит върху фини модулации от убити тонове. Рисува пейзажи от Елена, София и Родопите. Други негови творби са: „Портрет на Ф. Чипев“ (1958), „Портрет на Малина Поплилова“ (1961), „Женски портрет“ (1961), „Портрет на Кирил Станчев“ (1962), „Автопортет“ (1964), „Градината пред ЦДНА“ (1965), „Натюрморт – кактуси“ (1968), „Родопски пейзаж“ (1970) и „Мелник“ (1972).
Участник е в общи художествени изложби. Негови произведения са представяни на изложби в Гърция, СССР и Турция и са притежание на Националната художествена галерия. Носител е на награди от Съюза на българските художници.
Умира на 15 септември 1972 година в София.